# Alto Bela Vista
Alto Bela Vista é um município brasileiro do estado de Santa Catarina. Localiza-se a uma latitude 27º27'27" sul e a uma longitude 51º52'44" oeste, estando a uma altitude de 395 metros. Sua população conforme censo do Brasil em 2022 era de 1 856 habitantes. Possui uma área de 103,433 km².

## História

### Origem e formação
O pioneiro da região foi o Sr Vicente Duarte, que em 1888 embrenhou-se mata adentro até a embocadura do riacho hoje chamado dos Vicentes. Desde o local de sua moradia o velho Vicente abriu a primeira picada até onde hoje é Alto Bela Vista. A povoação do restante do Município iniciou por volta de 1910 em Volta Grande, e no ano 1912 veio o primeiro morador na sede de Alto Bela Vista, era Guilherme Fischer, depois vieram às famílias Frank, Becker, Niemeyer, Tiegs, Schuck, Lohmann, Walter, Schwingel, Rhoden, Pöttker. Seus descendentes povoavam todo o chamando corredor, junto com outros imigrantes que surgiram e se estabeleceram nas localidades desde Linha dos Vicentes. Esses pioneiros nutriam principalmente o anseio de se fixar numa área de terras e praticar agropecuária. No entanto, também as primeiras indústrias do município surgiram do esforço e dedicação deles.     

### Criação do distrito de Alto Bela Vista
Em 1953 era criado o Distrito de Volta Grande, mas em 9 de dezembro de 1992, através da lei Nº 2668, o Prefeito Municipal do Município mãe altera a denominação do Distrito para Alto Bela Vista, sendo o segundo distrito mais antigo do município de Concórdia, até a emancipação.

### Criação do Município de Alto Bela Vista
Alto Bela Vista conseguiu sua emancipação político administrativa e foi elevada a categoria de cidade pela Lei Estadual Nº 9.861 de 4 de julho de 1995, assinada pelo governador do Estado de Santa Catarina, à época, Senhor Paulo Afonso Evangelista Vieira. A instalação do Município ocorreu em 1 de janeiro de 1997, quando assumiu o 1º Prefeito Municipal Senhor Milton Vitor Rosset e o vice Senhor Henrique Alberto Tessmann, que governaram o município por dois mandatos, de 1997 até 2004. Em 1 de janeiro de 2005, assumem o comando do município os eleitos no pleito de outubro de 2004, Senhores Sergio Luiz Schmitz, como Prefeito Municipal, e o senhor Elizur Raizer, como vice-prefeito. Após serem reeleitos no pleito eleitoral de outubro de 2008, assumiram por mais um mandato em 1 de janeiro de 2009.

## Geografia
O município é formado por 14 comunidades, além da cidade: Linha das Palmeiras, Vila União, Linha Araraquara, Linha dos Kopp, Linha São João, Linha Nova Entre Rios, Linha Entre Rios, Linha Floresta, Linha Estreito, Linha dos Vicente, Linha Cruz e Souza, Linha Bandeirantes, Linha São Francisco e Volta Grande.
 A altitude da sede é de 480 metros, mas a media é de 498 metros. O clima é mesotérmico do tipo úmido, a temperatura máxima é de 38 ºC. A média anual é de 15 °C. A precipitação media anual é de 1413mm, porém as chuvas são mal distribuídas durante o ano, pois há meses que ocorre apenas 60mm, enquanto noutros chega a 200mm. O relevo é bastante acidentado com morros mais ou menos altos e áreas planas no alto dos morros e nas baixadas próximo aos rios e riachos, isto, associado a pedregosidade, dificulta a mecanização. Os solos da região tiveram origem na era mesozóica e predominantemente pertence ao tipo cambissolo, eutrófico, distrófico e litólicos e apresentam grande aptidão agrícola.

## Economia
A principal atividade econômica do Município está na agropecuária, tendo como destaque à suinocultura, bovinocultura de leite e corte, produção de milho, feijão e avicultura. Com menor expressão tem se as culturas de soja, tomate, trigo, melancia, citros, apicultura e piscicultura.  Existem no Município 442 famílias rurais, onde predomina as pequenas propriedades de agricultura familiar, sendo que 90% das propriedades são menores de 30 ha.